# زلزل أمن إسرائيل
زلزل أمن إسرائيل هي أغنية قدَّمتها كتائب الشهيد عز الدين القسام الذراع العسكري لحركة حماس عام 2014 خلال الحرب على غزة كجزءٍ من الحرب النفسيّة التي تخوضها فصائل المقاومة الفلسطينية ضدّ الاحتلال.

## خلفيّة
نُشرت الأغنيّة لأول مرة عام 2012 باللغة العربية بعنوان «زلزل أمن إسرائيل» وقد حقّقت نجاحًا كبيرًا في الأوساط الفلسطينية والعربية؛ ثم تُرجمت للعبرية عام 2014 بعنوان «أهجم، قم بتنفيذ العمليات» (بالعبرية: תקוף, תעשה פיגועים) من أجلِ استهداف «المجتمع الإسرائيلي» الناطق بالعبريّة.

## الكلمات
هناك إصدارانِ من هذه الأغنية؛ أولٌ نُشر عام 2012 باللغة العربية وثاني نُشر بعدُ بسنتين باللغة العبرية. يَظهر في فيديو الأغنيّة صورًا لمقاتلي بزيّ القسام وهم يتدرَّبون على إطلاق الصواريخ التي تترافقُ مع الكلمات.

| إظهار المحتوى | |
| --- | --- |
| \| النسخة العِبرية \| النسخة العربيّة \| \| ------------------------------------------------------------------------------------------------------------------------------------------------------------------------------------------------------------------------------------------------------------------------------------------------------------------------------------------------------------------------------------------------------------------------------------------------------------------------------------------------------------------------------------------------------------------------------------------------------------------------------------------------------------------------- \| ---------------------------------------------------------------------------------------------------------------------------------------------------------------------------------------------------------------------------------------------------------------------------------------------------------------------------------------------------------------------------------------------------------------------------------------------------------------------------------------------------------------------------------------------------------------------------------------------------------------------------------------------------------------------------------------------------------------------------------------------------- \| \| תקוף, תעשה פיגועים טלטל, גרום לזעזועים חסל את כל הציונים זעזע את ביטחונה של ישראל לחתור למגע עם הציונים לשרוף מחנות וחיילים את הביטחון של ישראל זעזע לחצוב להבות אש וולקנים מדינת חולשה ותעתועים מעמד במלחמה לא מחזיקים כקורי עכביש הם מתגלים כשהמפגש עם אבירים זעזע את ביטחונה של ישראל תדליק בליבה כמו כורים מוטט אותה עד ליסודות תדביר את קן תיקנים גרש את כל הציונים לבבות הציונים כל אחד פונה לכיוון אחר ואין מזדהה ממוות נבהלים והם מתחבאים מאחורי חומות וממוגנים צבא של אשליה ולא יוצלח אבד עליו הכלח, ונאלח חייליו כעכברים בשדה יבש קרב ובא מותם וירי תפתח תמטיר כבר אותם, המון טילים תעשה את עולמם מחזה אימים תצרוב להם בתודעה נס גדול כי הם מגורשים ואנו נשארים \| تقدم زلزل زلزلة وزلزل زلزل زلزلة قم زلزل زلزلة زلزل أمن إسرائيل تقدم يا ابن أقصانا ودك الأرض نيرانا زلزل أمن إسرائيل أشعل فيه بركانا قم زلزل زلزلة زلزل أمن إسرائيل إنهم وهنٌ ووهم مالهم في الحرب عزمُ هم كبيت العنكبوت حينما يلقاه شهم زلزل أمن إسرائيل أشعل فيه بركانا قم زلزل زلزلة زلزل أمن إسرائيل إنهم في القلب شتى ويخافون المماتى خلف جدران توارو جبنهم يهوى الحياة زلزل أمن إسرائيل أشعل فيه بركانا قم زلزل زلزلة زلزل أمن إسرائيل جيشهم يهوي رهانه ولقد ولى زمانه جندهم فئران حرب حتفهم آن أوانه زلزل أمن إسرائيل أشعل فيه بركانا قم زلزل زلزلة زلزل أمن إسرائيل أطلق الصاروخ هيا واكوهم في الخوف كيا قل لهم انا سنبقى ما بقي منا بقية زلزل أمن إسرائيل أشعل فيه بركانا تقدم يا ابن أقصانا ودك الأرض نيرانا وزلزل أمن إسرائيل أشعل فيه بركان \| | |
| النسخة العِبرية | النسخة العربيّة |
| תקוף, תעשה פיגועים טלטל, גרום לזעזועים חסל את כל הציונים זעזע את ביטחונה של ישראל לחתור למגע עם הציונים לשרוף מחנות וחיילים את הביטחון של ישראל זעזע לחצוב להבות אש וולקנים מדינת חולשה ותעתועים מעמד במלחמה לא מחזיקים כקורי עכביש הם מתגלים כשהמפגש עם אבירים זעזע את ביטחונה של ישראל תדליק בליבה כמו כורים מוטט אותה עד ליסודות תדביר את קן תיקנים גרש את כל הציונים לבבות הציונים כל אחד פונה לכיוון אחר ואין מזדהה ממוות נבהלים והם מתחבאים מאחורי חומות וממוגנים צבא של אשליה ולא יוצלח אבד עליו הכלח, ונאלח חייליו כעכברים בשדה יבש קרב ובא מותם וירי תפתח תמטיר כבר אותם, המון טילים תעשה את עולמם מחזה אימים תצרוב להם בתודעה נס גדול כי הם מגורשים ואנו נשארים | تقدم زلزل زلزلة وزلزل زلزل زلزلة قم زلزل زلزلة زلزل أمن إسرائيل تقدم يا ابن أقصانا ودك الأرض نيرانا زلزل أمن إسرائيل أشعل فيه بركانا قم زلزل زلزلة زلزل أمن إسرائيل إنهم وهنٌ ووهم مالهم في الحرب عزمُ هم كبيت العنكبوت حينما يلقاه شهم زلزل أمن إسرائيل أشعل فيه بركانا قم زلزل زلزلة زلزل أمن إسرائيل إنهم في القلب شتى ويخافون المماتى خلف جدران توارو جبنهم يهوى الحياة زلزل أمن إسرائيل أشعل فيه بركانا قم زلزل زلزلة زلزل أمن إسرائيل جيشهم يهوي رهانه ولقد ولى زمانه جندهم فئران حرب حتفهم آن أوانه زلزل أمن إسرائيل أشعل فيه بركانا قم زلزل زلزلة زلزل أمن إسرائيل أطلق الصاروخ هيا واكوهم في الخوف كيا قل لهم انا سنبقى ما بقي منا بقية زلزل أمن إسرائيل أشعل فيه بركانا تقدم يا ابن أقصانا ودك الأرض نيرانا وزلزل أمن إسرائيل أشعل فيه بركان |

## ردود الفعل
حقّقت الأغنية نجاحًا ملحوظًا وأُذيعت في عشرات القنوات؛ كما تحدث عنها الكثير وعن تأثيرها النفسي على قوات الاحتلال بل إنّ رئيس الحكومة الإسرائيلي حينها بنيامين نتنياهو قد علّق قائلًا في عام 2014 على الفيديوهات والأغاني التي تبثها بالمقاومة باللغة العبرية قائلًا: «الفيديوهات التي تُطلقها الأذرع العسكرية للتنظيمات يظهر فيها الناشطين ينتظرون قوات الجيش الإسرائيلي، بعد ذلك يغنون «دولة ضعف ومتضعضة»» في إشارة لكلمات الأغنية.